# Afrogitanopsis paguri
Afrogitanopsis paguri is een vlokreeftensoort uit de familie van de Amphilochidae. De wetenschappelijke naam van de soort is voor het eerst geldig gepubliceerd in 1974 door Myers.